# Games Guitars Play
Games Guitars Play je třetí sólové studiové album amerického kytaristy Harveyho Mandela. Vydalo jej v roce 1970 hudební vydavatelství Philips Records. V roce 1995 vyšlo album jako součást kompilace The Mercury Years. Na baskytaru na albu hrál Larry Taylor, se kterým Mandel v té době působil v kapele Canned Heat. Ve třech písních z alba (konkrétně „Leavin' Trunk“, „I Don't Need No Doctor“ a „Dry Your Eyes“) zpívá Russell DaShiell, ostatní jsou instrumentální. Stejně jako v předchozích případech byl producentem alba Abe Kesh. Autorem fotografie na obalu alba je Baron Wolman.

## Seznam skladeb
| Pořadí | Název                  | Autor                                                     | Délka |
| ------ | ---------------------- | --------------------------------------------------------- | ----- |
| 1.     | Leavin' Trunk          | Sleepy John Estes                                         | 6:26  |
| 2.     | Honky Tonk             | Bill Doggett, Billy Butler, Clifford Scott, Shep Shepherd | 3:32  |
| 3.     | I Don't Need No Doctor | Nickolas Ashford, Valerie Simpson                         | 3:45  |
| 4.     | Dry Your Eyes          | Russell DaShiell                                          | 3:03  |
| 5.     | Ridin' High            | Harvey Mandel, Dashiel                                    | 2:45  |
| 6.     | Capurange              | Mussapere                                                 | 6:40  |
| 7.     | Senor Blues            | Horace Silver                                             | 5:30  |
| 8.     | Games People Play      | Joe South                                                 | 4:45  |

## Obsazení
- Harvey Mandel – kytara
- Larry Taylor – baskytara
- Russell DaShiell – kytara, varhany, klavír, zpěv
- Eddie Hoh – bicí, perkuse